# Rodrigo Capella
Rodrigo Pascoal Angelino (Río de Janeiro, 24 de octubre de 1981), más conocido como Rodrigo Capella, es un actor y humorista brasileño.

## Filmografía
| Año           | Título              | Ocupación                | Notas       |
| ------------- | ------------------- | ------------------------ | ----------- |
| 2010–11       | Quinta Categoria    | Presentador              |             |
| 2010–11       | Comédia MTV         | Varios personajes        |             |
| 2012          | A Fazenda           | Participante             | Temporada 5 |
| 2012–13       | Hoje em Dia         | Reportero                |             |
| 2013–14       | Muito Show          | Presentador              |             |
| 2014–16       | Queimando a Roda    | Presentador              |             |
| 2015–presente | Programa da Sabrina | Comentarista y reportero |             |